# Bernard Mensah
Bernard Mensah (Accra, 17 ottobre 1994) è un calciatore ghanese, centrocampista dell'Al-Riyadh.

## Carriera

### Club
Nel 2012 si trasferisce al Vitoria Guimaraes, dopo aver fatto le giovanili in patria nel Feyenoord Ghana, e realizza 9 reti in Segunda Liga. L'anno successivo passa in prima squadra e chiude l'anno con 25 presenze e 5 gol in Primeira Liga.
Nel 2015 viene acquistato dall'Atletico Madrid, che lo gira in prestito al Getafe.

## Palmarès

### Club

#### Competizioni nazionali
- Campionato turco: 1

Beşiktaş: 2020-2021
- Coppa di Turchia: 1

Beşiktaş: 2020-2021